# Akala

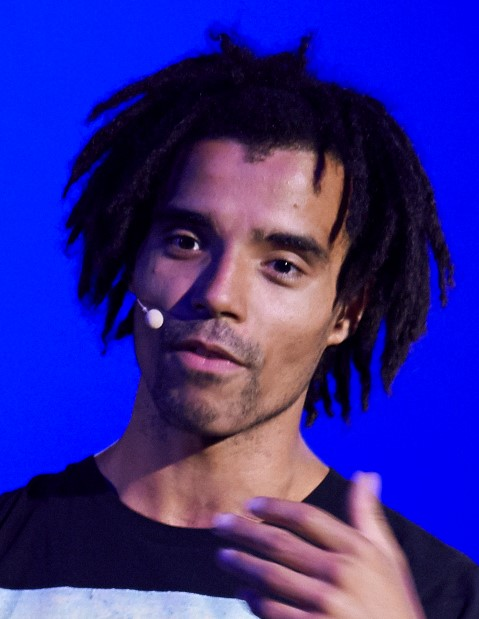
Akala (2014)

Akala (* 1. Dezember 1983 in Camden; bürgerlicher Name Kingslee Daley) ist ein britischer Rapper und Grime-Musiker mit schottischen und jamaikanischen Wurzeln. Er ist der Bruder von Ms. Dynamite.
Sein erster Erfolg war 2005 der Song Roll wid Us, der es auch in die britischen Charts schaffte. Im Juli desselben Jahres trat er mit seiner Schwester bei Live 8 auf. Sein erstes Album, It's Not a Rumor, erschien am 1. Mai 2006.
Als Teenager war er neben seiner Musik auch in Mathematik erfolgreich, weshalb er einen Platz am Royal Institution erhielt. Während sein Interesse an Wissenschaft nachließ, spielte er als Juniorenfußballer für West Ham United und den FC Wimbledon bis eine Verletzung seine Ambitionen beendete und er sich auf Musik konzentrierte.

## Diskografie
Alben
- It's Not a Rumour (VÖ 1. Mai 2006)
- Freedom Lasso (VÖ 10. Oktober 2007)
- DoubleThink (VÖ 3. Mai 2010)
- The Thieves Banquet (VÖ 27. Mai 2013)

Singles
- Roll wid Us
- Bullshit (VÖ 24. Oktober 2005)
- The Edge (VÖ 10. April 2006)
- Shakespeare